# San José Iturbide
San José Iturbide är en ort i Mexiko.   Den ligger i kommunen San José Iturbide och delstaten Guanajuato, i den centrala delen av landet, 220 km nordväst om huvudstaden Mexico City. San José Iturbide ligger 2 102 meter över havet och antalet invånare är 16 702.
Terrängen runt San José Iturbide är kuperad söderut, men norrut är den platt. Runt San José Iturbide är det ganska tätbefolkat, med 124 invånare per kvadratkilometer. San José Iturbide är det största samhället i trakten. Trakten runt San José Iturbide består till största delen av jordbruksmark.